# Atletismo nos Jogos Pan-Americanos de 2015 - Maratona masculina
A competição da maratona masculina foi um dos eventos do atletismo nos Jogos Pan-Americanos de 2015, em Toronto. Sua chegada foi realizada no  Ontario Place West Channel no dia 25 de julho.

## Calendário
Horário local (UTC-4).
| Data        | Horário | Fase  |
| ----------- | ------- | ----- |
| 25 de julho |         | Final |

## Medalhistas
| Ouro   | CUB Richer Pérez         |
| Prata  | PER Raúl Pacheco         |
| Bronze | ARG Mariano Mastromarino |

## Recordes
Recordes mundial e pan-americano antes da disputa dos Jogos Pan-Americanos de 2015.
| Tipo                             | Atleta         | Tempo   | Local   | Data                   |
| -------------------------------- | -------------- | ------- | ------- | ---------------------- |
|                                  | Dennis Kimetto | 2:02:57 | Berlim  | 28 de setembro de 2014 |
| Recorde dos Jogos Pan-Americanos | Jorge González | 2:12:43 | Caracas | 28 de agosto de 1983   |

## Resultado
| Colocação         | Atleta               | Nacionalidade      | Tempo   | Notas                |
| ----------------- | -------------------- | ------------------ | ------- | -------------------- |
| Medalha de ouro   | Richer Pérez         | CUB Cuba           | 2:17:04 | Recorde pessoal      |
| Medalha de prata  | Raúl Pacheco         | PER Peru           | 2:17:13 |                      |
| Medalha de bronze | Mariano Mastromarino | ARG Argentina      | 2:17:45 |                      |
| 4                 | Daniel Vargas        | MEX México         | 2:17:57 |                      |
| 5                 | Craig Leon           | USA Estados Unidos | 2:19:26 |                      |
| 6                 | Tim Young            | USA Estados Unidos | 2:19:34 |                      |
| 7                 | Aguelmis Rojas       | URU Uruguai        | 2:20:10 | Recorde da temporada |
| 8                 | Rob Watson           | CAN Canadá         | 2:23:43 |                      |
| 9                 | Kip Kangogo          | CAN Canadá         | 2:24:02 |                      |
| 10                | Raúl Machacuay       | PER Peru           | 2:24:29 |                      |
| 11                | Segundo Jami         | ECU Equador        | 2:26:27 |                      |
| 12                | José Amado García    | GUA Guatemala      | 2:28:08 |                      |
| 13                | Ubiratan dos Santos  | BRA Brasil         | 2:34:53 |                      |
| 14                | Alejandro Suárez     | MEX México         | DNF     |                      |
| 14                | Franck de Almeida    | BRA Brasil         | DNF     |                      |
| 14                | Roberto Echeverría   | CHI Chile          | DNF     |                      |
| 14                | Luis Orta            | VEN Venezuela      | DNF     |                      |
| 14                | Cristopher Guajardo  | CHI Chile          | DNS     |                      |

Legenda
| Recorde mundial                  | Recorde mundial (World record)               |                       | Recorde africano                      | Recorde africano (African) |                                           | Q | Classificado por posição (Qualified) |
| Recorde dos Jogos Pan-Americanos | Recorde pan-americano (Pan-American record)  | Recorde da América    | Recorde da América (Americas)         | q                          | Classificado por melhor tempo (Qualified) |   |                                      |
| Melhor marca do ano              | Melhor marca do ano (World leading)          | Recorde asiático      | Recorde asiático (Asian)              | DNS                        | Não largou (Did not start)                |   |                                      |
| Recorde nacional                 | Recorde nacional (National record)           | Recorde europeu       | Recorde europeu (European)            | DNF                        | Não terminou (Did not finish)             |   |                                      |
| Recorde pessoal                  | Recorde pessoal do atleta (Personal best)    | Recorde da Oceania    | Recorde da Oceania (Oceania)          | DSQ / DQ                   | Desclassificado (Disqualified)            |   |                                      |
| Recorde da temporada             | Recorde da temporada do atleta (Season best) | Recorde sul-americano | Recorde sul-americano (South America) | NM                         | Sem marca (No mark)                       |   |                                      |